# Stuart Stickney
Stuart Grosvenor "Stu" Stickney (Saint Louis, Missouri, 9 de març de 1877 - Saint Louis, 24 de setembre de 1932) va ser un golfista estatunidenc que va competir a primers del segle xx.
El 1904 va prendre part en els Jocs Olímpics de Saint Louis, on guanyà la medalla de plata en la prova per equips del programa de golf, com a membre de l'equip Trans-Mississippi Golf Association. En la prova individual quedà eliminat en vuitens de final.
Era germà del també jugador de golf i medallista William Stickney.